# Hermann Schneider (Maschinenbauingenieur)
Hermann Schneider (* 31. März 1918 in Triebes), deutscher Maschinenbauingenieur und Hochschullehrer mit dem Schwerpunkt Schiffbau sowie Professor für Technologie des Fischfangs und der Marxistisch-leninistischen Organisationswissenschaft.

## Leben und Wirken
Hermann Schneider wurde als Sohn eines Schlossers und einer Friseurin geboren und beendete 1933 die Oberrealschule in Zeulenroda. Nach einer Schlosserlehre von 1933 bis 1935 folgte ein Maschinenbau-Studium an der Ingenieurschule in Weimar, das er 1938 als Ingenieur abschloss.
Von 1938 bis 1939 war er als Konstrukteur in Hamburg und 1939 beim NS-Reichsarbeitsdienst tätig. Von 1939 bis 1943 arbeitete er erneut als Konstrukteur, nunmehr in Berlin bei Siemens. Während des Zweiten Weltkriegs war Schneider ab 1943 Angehöriger der Wehrmacht, zuletzt als Unteroffizier, und wurde 1944 nach Verletzungen entlassen.
Nach Kriegsende war Schneider von 1945 bis 1950 als Dreher und Werkstattleiter tätig. Anschließend wechselte er für kurze Zeit nach Franzburg, wo er 1950/1951 als Fachlehrkraft an der Betriebsfachschule der Vereinigung Volkseigener Werften (VVW) arbeitete. Ab 1951 hatte diese Betriebsfachschule ihren neuen Sitz in Warnemünde und wurde in Fachschule für Schiffbautechnik umbenannt. Dort wirkte Schneider von 1951 bis 1960 als Dozent und Direktor und verfasste die Werke Lehrbriefe „Schiffbaustatik“ sowie zum Abschluss dieser Zeit auch die Publikation Ingenieurschule für Schiffstechnik „Ernst Thälmann“ Warnemünde.
Von 1960 bis 1969 war Schneider in Rostock in dem seinerzeit zum Fischkombinat Rostock gehörenden Institut für Hochseefischerei und Fischverarbeitung als Direktor tätig und befasste sich in seinen weiteren Werken mit der Trawlerflotte der DDR (1961), mit den seinerzeit aktuellen Entwicklungen in der Hochseefischerei (1964) und schrieb zur Entwicklung der Fischwirtschaft der DDR. Er promovierte 1968/1969 mit einer Dissertation zu Fangplatzanalysen und Fangprognosen zum Dr. rer. oec. an der Ingenieurökonomischen Fakultät der Universität Rostock.
Aus dem im Jahr 1969 erfolgten Zusammenschluss der Ingenieurschule für Schiffstechnik Warnemünde mit der 1846 in Wustrow gegründeten Seefahrtschule Wustrow wurde nunmehr die neue Ingenieurhochschule für Seefahrt Warnemünde/Wustrow (IHS), deren erster Rektor Schneider von 1969 bis 1972 war, bis er von Eckard Moeck abgelöst wurde und unter dessen Rektorat von 1972 bis 1981 die Funktion als Wissenschaftsbereichsleiter Hochseefischerei innehatte.
Bereits 1969 wurde Schneider Professor für  Marxistisch-leninistische Organisationswissenschaft an der IHS und ab 1975 auch Professor für Technologie des Fischfangs und lehrte bis zu seiner Emeritierung im Jahr 1983.
Schneider war Senatsmitglied und Mitglied des Wissenschaftlichen Rates und darüber hinaus Mitglied des Redaktionsbeirates der Fachzeitschrift Seewirtschaft.

## Publikationen (Auswahl)
- Lehrbriefe „Schiffbaustatik“. Band 1–6, Leipzig 1954–1958 [= Lehrbriefe für das Fachschul-Fernstudium].[1][8]
  - Schiffbaustatik, Lehrbrief 1. 1955; 2. Auflage 1957.
  - Schiffbaustatik, Lehrbrief 2. 1956; 2. Auflage 1956.
  - Schiffbaustatik, Lehrbrief 3. 1956.
  - Schiffbaustatik, Lehrbrief 4. 1957.
- Ingenieurschule für Schiffstechnik „Ernst Thälmann“ Warnemünde 1960[3]
- Untersuchungen zur regionalen und zeitlichen Verteilung der Trawlerflotte der DDR im Vergleich zu Westdeutschland. Institut für Hochseefischerei, 1961.[1]
- Die zur Zeit in der Hochseefischerei angewendeten Fangprinzipien und die internationale Entwicklungsrichtung. Schiffbauforschung Rostock 3, 1964.[1]
- Untersuchung über die Verteilung von Loggereinheitsfängen für Fangplatzanalysen und für die Beurteilung des Eintreffens von Fangprognosen. Dissertation, Universität Rostock, 1968/1969.[1]
- Entwicklung der Fischwirtschaft der DDR. In: Die Seewirtschaft der DDR 1961–1970. Berlin 1969, S. 299–407 (DNB 458923524).